# Zaječí (stacja kolejowa)
Zaječí – stacja kolejowa w Zaječí, w kraju południowomorawskim, w Czechach. Znajduje się na wysokości 180 m n.p.m.
Jest zarządzana przez Správę železnic. Na stacji istnieje możliwość zakupu biletów i rezerwacji miejsc.

## Linie kolejowe
- 250 Havlíčkův Brod - Brno - Kúty
- 250 Hodonín - Zaječí